# Regeringen Kaj Leo Johannesen I
Kaj Leo Johannesens første regering var Færøernes regering fra den 26. september 2008 til den 14. november 2011. Kaj Leo Johannesen fra Sambandsflokkurin var lagmand, og andre deltagende partier var Fólkaflokkurin og Javnaðarflokkurin. Den 6. april 2011 trak Fólkaflokkurin sig ud af regeringen efter uoverensstemmelser med regeringspartnerne om den økonomiske politik. Regeringen fortsatte uden Fólkaflokkurin og blev Færøernes første mindretalsregering.
Den 4. maj 2011 blev regeringen omorganiseret således at lagmanden overtog ansvaret for udenrigssager, erhvervsministeren (vinnumálaráðharrin) overtog fiskerisager, sundhedsministeren overtog indenrigssager (undtagen kommunalsager), og kulturministeren overtog kommunalsager.
|                      | Minister              | Parti | Fra                | Til               |
| -------------------- | --------------------- | ----- | ------------------ | ----------------- |
| Lagmand              | Kaj Leo Johannesen    | SB    | 26. september 2008 | 14. november 2011 |
| Vicelagmand          | Aksel V. Johannesen   | JF    | 6. april 2011      | 14. november 2011 |
|                      | Jacob Vestergaard     | FF    | 19. januar 2011    | 6. april 2011     |
|                      | Jørgen Niclasen       | FF    | 26. september 2008 | 19. januar 2011   |
| Ministerium          | Minister              | Parti | Fra                | Til               |
| Udenrigsministeriet  | Jacob Vestergaard     | FF    | 19. januar 2011    | 6. april 2011     |
|                      | Jørgen Niclasen       | FF    | 26. september 2008 | 19. januar 2011   |
| Finansministeriet    | Aksel V. Johannesen   | JF    | 21. februar 2011   | 14. november 2011 |
|                      | Jóannes Eidesgaard    | JF    | 26. september 2008 | 21. februar 2011  |
| Sundhedsministeriet  | John Johannessen      | JF    | 21. februar 2011   | 14. november 2011 |
|                      | Aksel V. Johannesen   | JF    | 16. juli 2009      | 21. februar 2011  |
|                      | Hans Pauli Strøm      | JF    | 26. september 2008 | 13. juli 2009     |
| Kulturministeriet    | Helena Dam á Neystabø | JF    | 26. september 2008 | 14. november 2011 |
| Erhvervsministeriet  | Johan Dahl            | SB    | 26. september 2008 | 14. november 2011 |
| Fiskeriministeriet   | Johan Dahl            | SB    | 4. maj 2011        | 14. november 2011 |
|                      | Jacob Vestergaard     | FF    | 26. september 2008 | 6. april 2011     |
| Socialdeministeriet  | Rósa Samuelsen        | SB    | 26. september 2008 | 14. november 2011 |
| Indenrigsministeriet | John Johannessen      | JF    | 4. maj 2011        | 14. november 2011 |
|                      | Annika Olsen          | FF    | 26. september 2008 | 6. april 2011     |

| Portal | Portal:Færøerne |